# Cixius sanctangeli
Cixius sanctangeli är en insektsart som beskrevs av Costa 1834. Cixius sanctangeli ingår i släktet Cixius och familjen kilstritar. Inga underarter finns listade i Catalogue of Life.